# Graven van Limburg Hohenlimburg & Broich

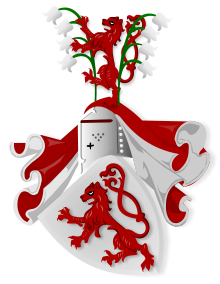
Wapen: Graven van Limburg Hohenlimburg - Broich

De graven van Limburg-Hohenlimburg & Broich bestuurden het graafschap Limburg aan de Lenne sinds 1243. Nadat Diederik van Isenberg met hulp van oom hertog Hendrik van Limburg een deel van het vroegere bezit van zijn vader Frederik van Altena-Isenberg had terugveroverd.

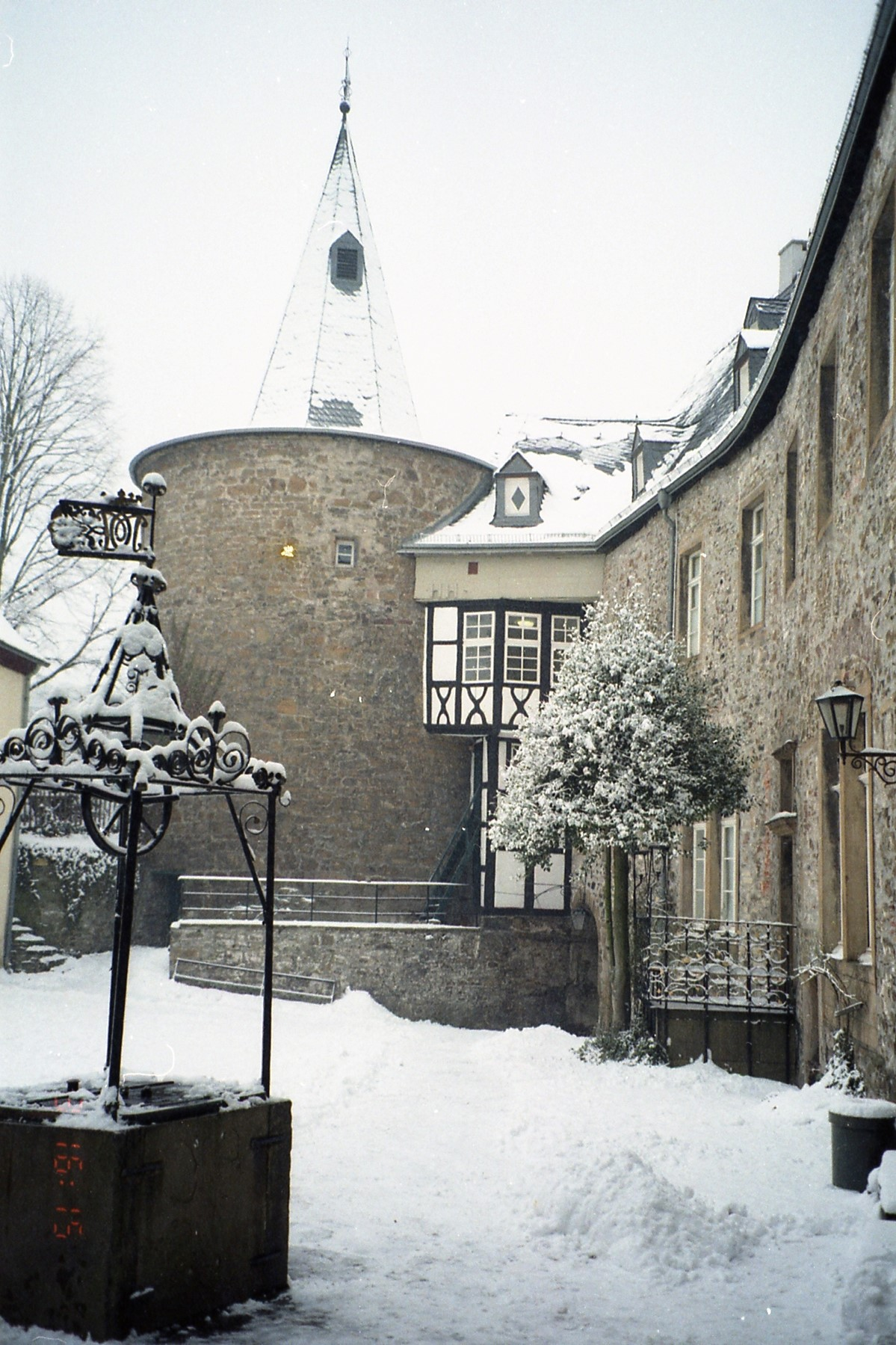
Slot Hohenlimburg aan de Lenne

## Hohenlimburg
Diederik bouwde medio 13e eeuw de burcht Hohenlimburg aan de Lenne. De jongste zoon Eberhard volgde zijn vader begin 14e eeuw op in het graafschap en is de stamvader van de familietak van de graven van Limburg-Hohenlimburg & Broich. Zijn oudste broer Johan (1247–1277) overleed op dertig jarige leeftijd, liet kinderen na en is de stamvader van de heren van Limburg-Styrum. Die matigden zich wederrechtelijk in 1521 de titel graaf aan, nadat het graafschap Limburg met de heerlijkheid Broich en de oorspronkelijke grafelijke titel was toegevallen aan Wirich V van Daun-Falkenstein. Na in Wenen op 16 maart 1678 te zijn verheven als 'Reichsgraf' des H.R, werd dat in 1814 erkend. 

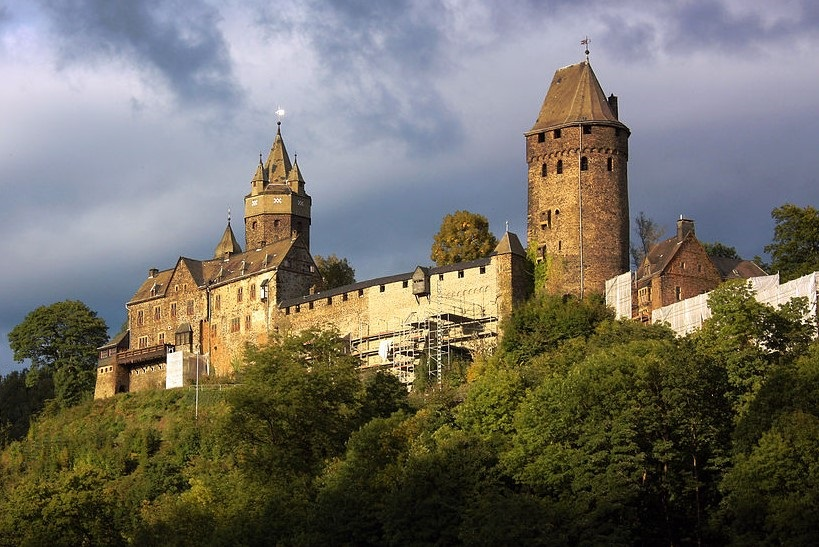
Slot Altena aan de Lenne

## Afstamming
De familie van de graven van Limburg Hohenlimburg & Broich gaat in de mannelijke afstammingslijn terug op de graven van Berg-Altena.

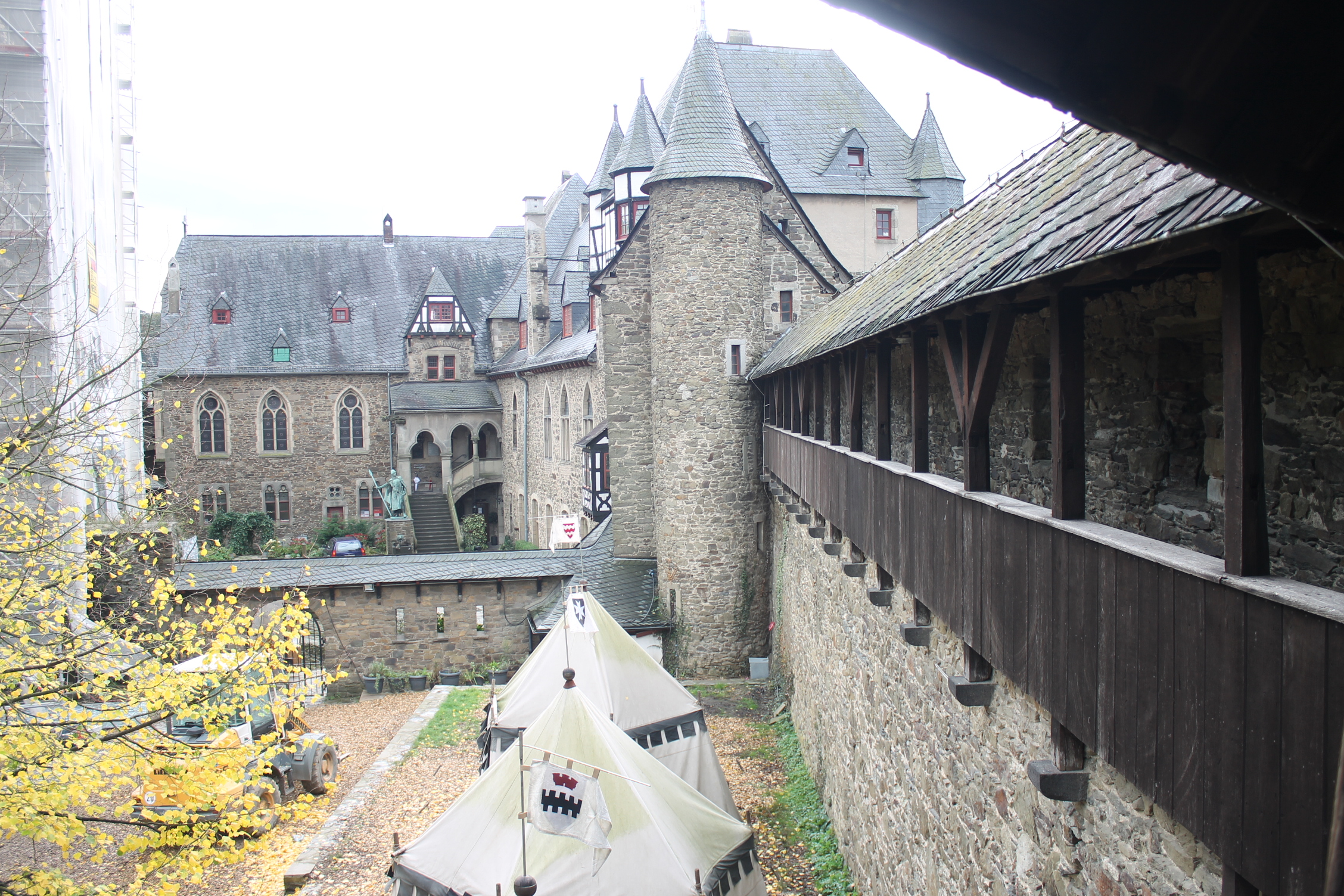
Slot Berg aan de Wupper

## Hertogen van Berg
Na Engelbert I van Berg, gesneuveld voor Akko (Acre 1189) tijdens de Derde Kruistocht (1198–1192), ontstaat uit de oude tak van Berg het latere hertogdom Berg. In 1225 viel het graafschap Berg, door het huwelijk van gravin Irmgard van Berg met hertog Hendrik IV van Limburg aan het huis van de hertogen van Limburg (aan de Vesder). En in 1348 kwam het door het huwelijk van erfdochter Margaretha van Berg aan de graaf van Ravensberg. Daarna kwam het graafschap Berg van haar dochter Margaretha van Ravensberg-Berg aan echtgenoot Gerard van Gulik-Berg. In 1521 ontstond uit de landen Gulik Berg Ravensberg en het hertogdom Kleef-Mark het hertogdom Gulik-Kleef-Berg tot 1609 geregeerd door het huis Mark, een tak van de graven van Berg-Altena.

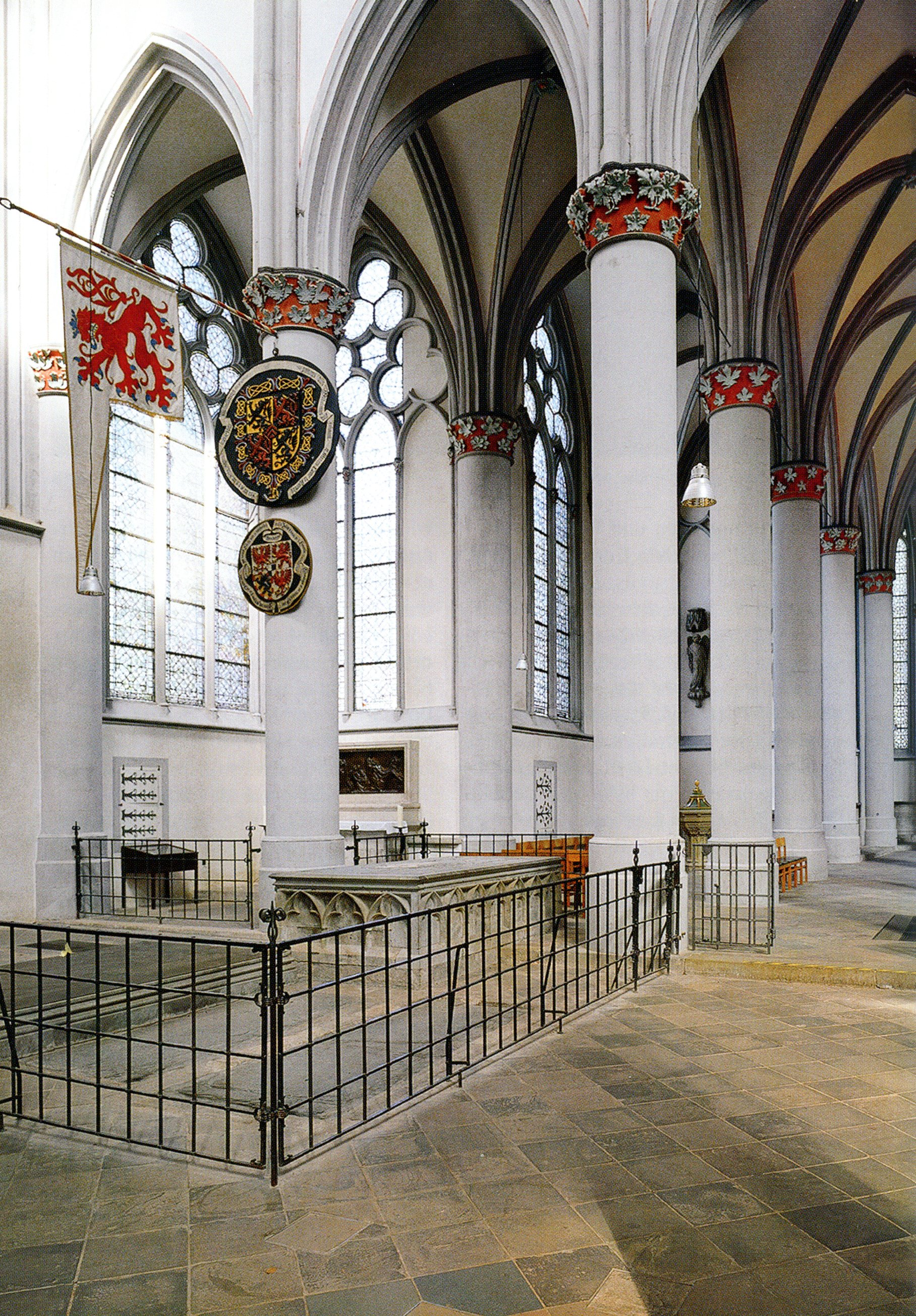
Grafzerken van graven en hertogen Van Berg en Van Berg Altena. Abdijkerk Altenberg

## Graven van Berg Altena
Eberhard I graaf van Berg-Altena, jongere broer van graaf Engelbert I van Berg was gehuwd met Alvaris van Arnsberg en is de stamvader van de jongere tak graven van Berg-Altena. Zijn zonen Arnold en Frederik, met instemming van broer Adolf, aartsbisschop van Keulen, deelden het gebied van hun vader. Op hun beurt zijn zij respectievelijk de stamvader van de graven Altena-Isenberg (de latere graven en heren van Limburg) en de graven Mark (de latere hertogen van Kleef uit het huis van der Mark).

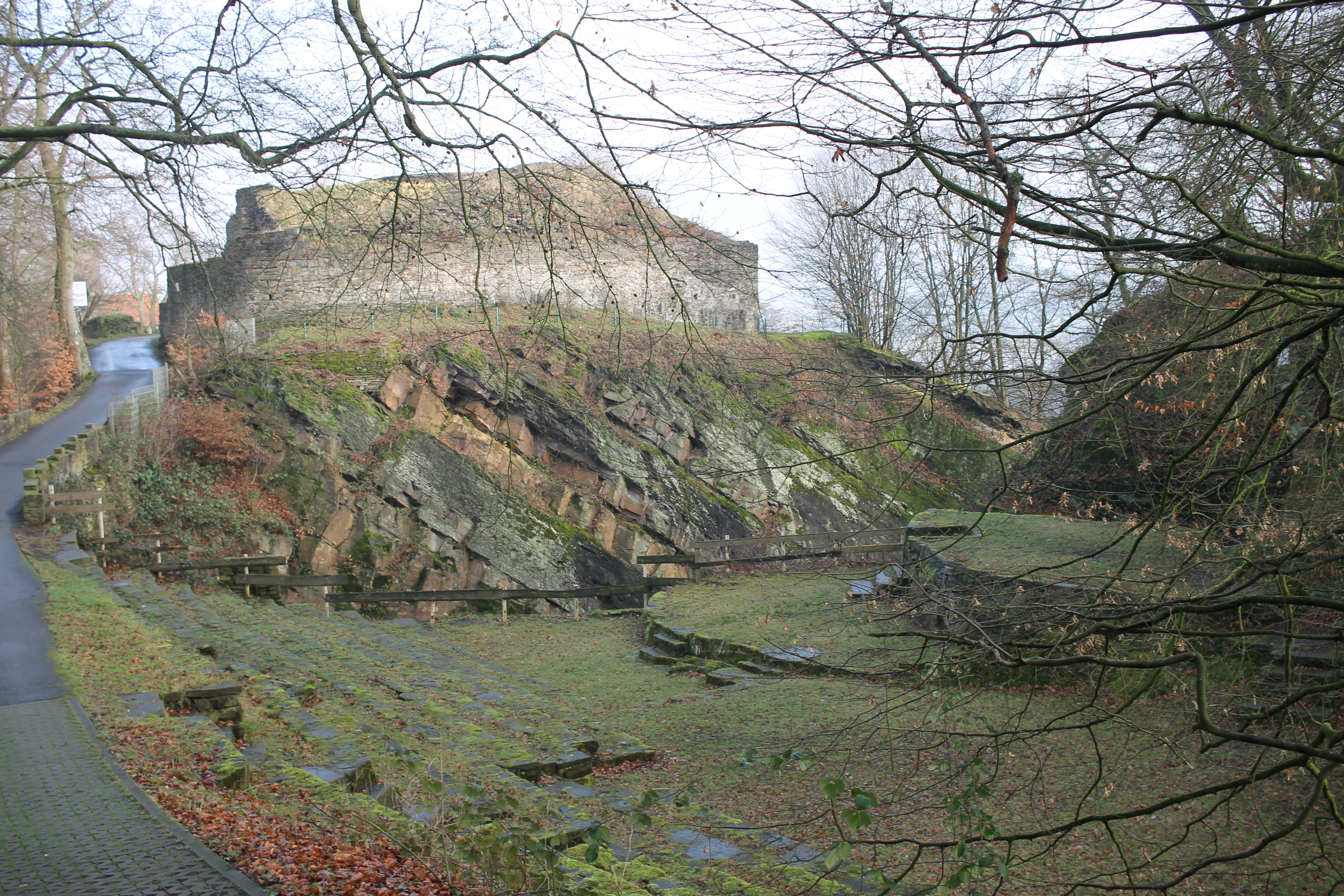
Donjon, Ruine Burcht Isenberg aan de Ruhr

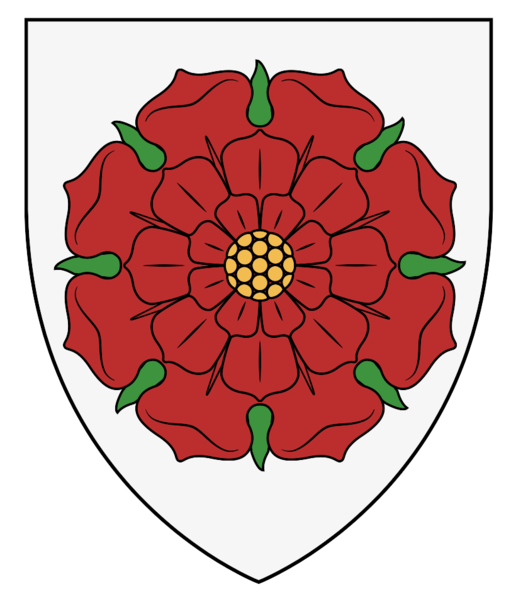
Wapenschild graafschap Altena Isenberg

## Graven van Isenberg
Graaf Arnold van Altena-Isenberg begon in 1193 met de bouw van de hoog burcht op de Isenberg bij Hattingen aan de Ruhr. Zijn zoon Frederik noemde zich naar die burcht Frederik van Isenberg en huwde met Sofia gravin van Limburg (Vesder), oudste dochter van hertog Walram III van Limburg. Frederik beheerde als voogd van het adellijke damesklooster van Essen en het zeer uitgebreide grondbezit van dat klooster. Daarover ontstond een conflict met zijn oom, aartsbisschop Engelbert II van Berg, toen die zijn voogdij wilde onteigenen. Op de terugweg van de plaats Soest (gelegen ten oosten van Dortmund), waar oom en neef te vergeefs hadden onderhandeld, naar Keulen overviel Frederik zijn oom Engelbert bij Gevelsberg, met behulp van medestanders die ook zware grieven hadden tegen de praktijken van de aartsbisschop.

## Overrompeling in 1225 bij Gevelsberg
Het was de bedoeling hem als gijzelaar naar de Isenberg te ontvoeren. Een in die tijd vaker beproefd middel om een patstelling over betwiste rechten te doorbreken. Maar dat liep uit op een tragedie. Bij Gevelsberg vond aartsbisschop Engelbert op een ongelukkige manier de dood. Deze gebeurtenis was voor de Duitse geschiedenis van verregaande betekenis. Frederik vluchtte en vond tijdelijke bescherming bij een bondgenoot, graaf Otto van Tecklenburg. Frederiks echtgenote Sofie, vond bescherming op de burcht Limburg aan de Veste, waar haar broer hertog Hendrik van Limburg haar met de kinderen opving. Sofia zou een jaar later samen met haar jongste kind overlijden. Getraumatiseerd na het ondersteunen van haar man in Keulen tijdens de wrede terechtstelling. Frederiks broers Diederik, bisschop van Münster, en Engelbert, bisschop van Osnabrück, werden als bisschop geschorst. Engelbert werd in 1239 gerehabiliteerd en in 1251 opgevolgd door de jongere broer Bruno. Bisschop Diederick overleed op terugreis van Rome waar hij met broer Frederik voor boetedoening naar de paus was gereisd. Er was een hoge som bloedgeld op zijn hoofd gezet. Terwijl hij verkleed als koopman, mogelijk op weg naar zijn gezin op de burcht aan de Vesder, in een herberg nabij Aarlen de nacht doorbracht, werd hij herkend en op een listige manier overrompeld en naar Keulen gebracht. Bij de tumultueuze rechtszaak in Neurenberg enkele maanden later stortte een bordestrap in waarbij een groot aantal voor- en tegenstanders van Frederik de dood vonden. Frederik van Isenberg werd veroordeeld, zijn graafschap en bezittingen ontnomen en op 13 november 1226 in Keulen op het rad ter dood gebracht. Sofia bleef die dag en nacht aan zijn zijde. Vroege in de ochtend blies hij de laatste adem uit.

## De strijd om een verloren graafschap
Frederiks zonen Diederik van Isenberg (1215–1304) en Frederik junior die als tiener overleed, werden opgevoed aan het hof van hun oom. Zij streden al op jonge leeftijd met steun van ridders van oom hertog Hendrik van Limburg om verloren bezit terug te veroveren. Diederik bouwde een houten fort (de Drie Graben) en nabij een stenen burcht als steunpunt op de Schleipenberg (bij Hagen), de Hohenlimburg genoemd naar de familie van zijn moeder hertogin Sofia van Limburg. Ook jaren later bouwde hij nabij Werden aan de Ruhr in 1241–1242 de hoog burcht Neuen Isenberg. Op 1 mei 1243 werd hij formeel erkend als graaf van een deel van het terugveroverende gebied van zijn vader. Aanvankelijk bleef hij zich nog Isenberg noemen. Later staat hij in de oorkonden bekend als graaf Diederik I van Limburg (1215–1301). De Rooms-Duitse koning Willem, graaf van Holland, verleende hem in 1252 het marktrecht voor het stadje Limburg (thans Hohenlimburg) aan de voet van zijn burcht. Van Diederiks zonen stierf de oudste zoon Johan op dertig jarige leeftijd en liet kinderen na. Hij is de stamvader van de heren van Limburg Styrum. Zijn jongere broer Everhard zette met zijn vader de strijd om de verovering van vroegere familiebezit voort.

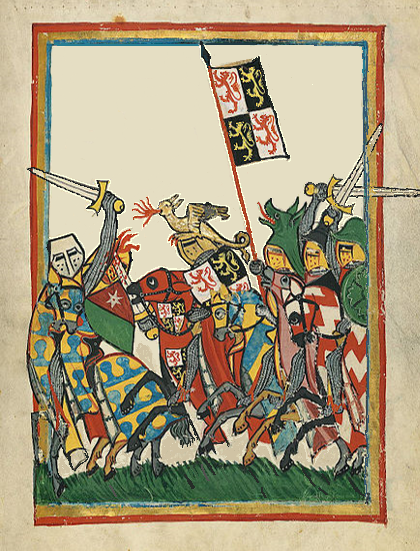
Slag bij Woeringen 5 juni 1288

## Limburgse Successieoorlog
Zij kwamen in een moeilijke positie toen in 1280 Diederiks neef hertog Walram V van Limburg overleed. De Limburgse Successieoorlog van 1283–1288 om het hertogdom Limburg barstte in hevigheid los. In de Slag bij Woeringen, even ten noorden van Keulen aan de Rijn, versloeg de hertog van Brabant met medestanders, Van Mark, Gulik-Loos, Bergse sergeanten en Keulse burgers in een vernietigende slag op 5 juni 1288 de fractie van de Keulse aartsbisschop Siegfried van Westerburg met medestanders, Gelre, Valkenburg en Keur-Keulse sergeanten. Diederik van Limburg met zoon Everhard, deden persoonlijk niet aan de slag mee, maar ondersteunden wel de Keulse aartsbisschop. Met als gevolg dat achterneef graaf Everhard van der Mark, die de kant van hertog Jan I van Brabant had gekozen en tot de overwinnaars behoorde, de Neuen Isenberg vernietigde en de Hohenlimburg verderop aan de Lenne innam en bezette. Diederik, Everhard en familieleden namen de vlucht naar hun kasteel Styrum (nabij het huidige Oberhausen), waar Diederik in 1301, op voor die tijd, hoge leeftijd overleed.

## Heerlijkheid Broich
Everhard volgde zijn vader op en kon in 1304 naar de Hohenlimburg terugkeren. Hij is de stamvader van de familietak graven van Limburg Hohenlimburg. Maar kort tot zijn overlijden in 1308 heeft hij het graafschap bestuurd en wordt dan opgevolgd door zijn zoon graaf Diederick II. Die overleefde ook zijn zoon Everhard II van Limburg overleden op 11 november 1344, meer dan dertig jaar, waarna in 1401 kleinzoon Diederik III zijn grootvader als graaf van Limburg Hohenlimburg opvolgde. Graaf Diederick III was op 3 juli 1371 gehuwd met de erfdochter Lukarda van Broich. Zijn grootvader zal daar zeker met zijn schoonvader edel heer Diederick V van Broich over hebben gesproken. Bij diens overlijden in 1372 kwam de Heerlijkheid Broich aan de graven van Limburg Hohenlimburg.

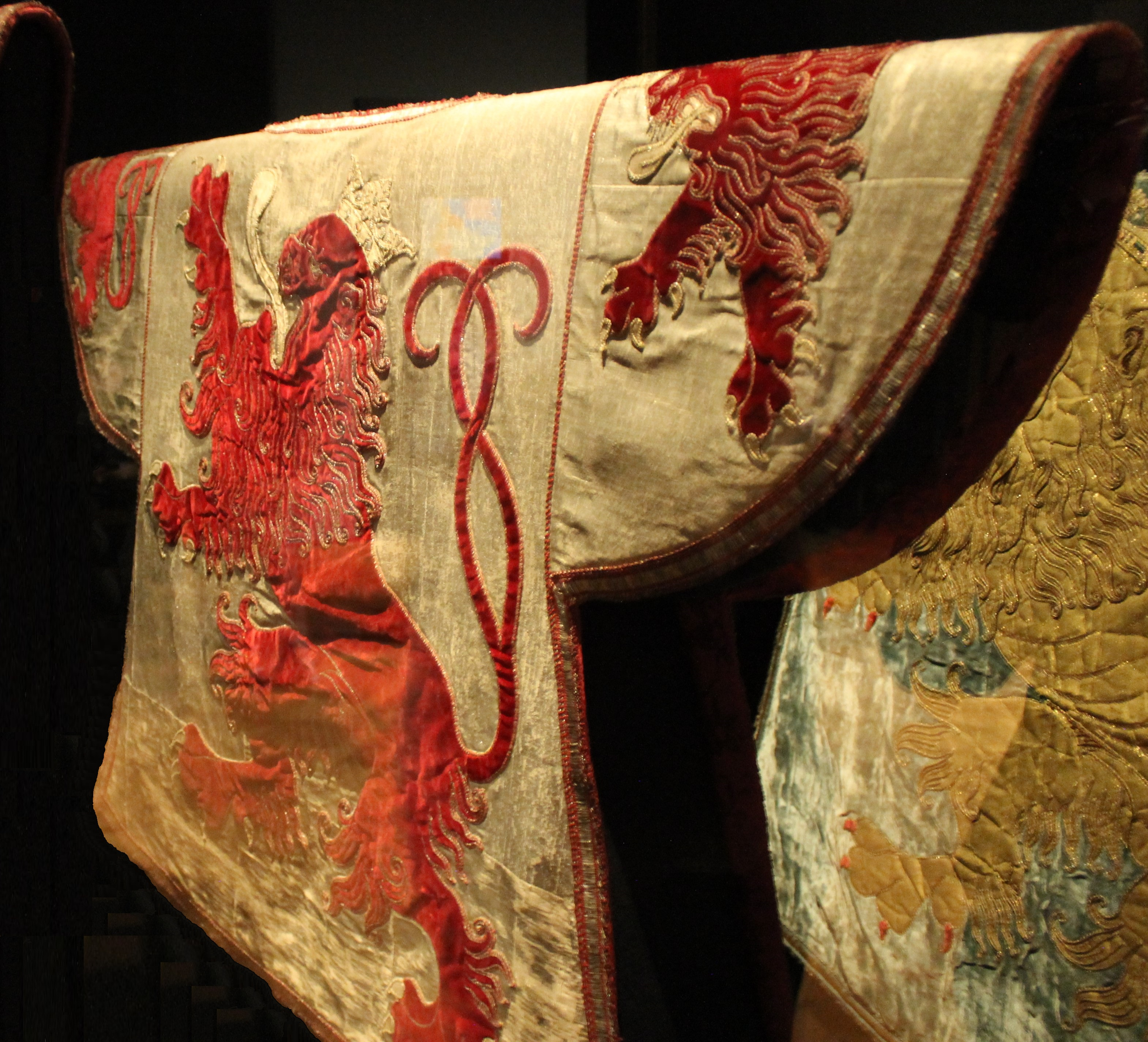
Wapenrok van de heraut graafschap Limburg Lenne

## Graven van Limburg Hohenlimburg & Broich
De twee zonen van Diederik III, graaf Willem I en broer Diederik IV deelden het familiebezit. Willem koos als residentie de Hohenlimburg en Diederik IV het slot Broich. Maar beide behielden gedeelde rechten op de Hohenlimburg en Broich. Graaf Willem I huwde met Metta van Reifferscheidt en kreeg een zoon die jong overleed. Zijn dochter Margaretha huwde met Gumprecht II van Neuenahr, erfvoogd van Keulen en heer van Alphen. Diederik IV van Limburg huwde met Henrica van Wisch, uit het Gelderse geslacht van de bannerheren van Wisch. Zodra graaf Willem I in 1459 overleed, haastte zijn schoonzoon Van Neuenahr zich het graafschap met slot Hohenlimburg toe te eigenen. Hij beriep zich op zijn huwelijksverdrag en had zijn positie aangewend om zich bij de Duitse rooms-koning Frederik ervan te verzekeren dat die hem "vom Reich zu Lehnen" met het graafschap zou belenen.  Toen de zonen van graaf Diederik IV daar achter kwamen ondernamen zij spoorslag tegenactie. Ze bezetten de Hohenlimburg en lieten zich door hertog Gerhard van Gulik-Berg met het graafschap belenen. De koning werd onbevoegd verklaard omdat het graafschap Limburg geen immediaat van de koning was, maar een leen van de hertogen van Berg. De Keulse aartsbisschop Vincius van Mors Saarwenden doorbrak de impasse die was ontstaan. Met een groot aantal getuigen aan beide zijden, bemiddelde hij en bepaalde in 1460 dat het graafschap en de Hohenlimburg een condominium werd met van Neuenahr. Dat betekende een fikse financiële aderlating voor de Van Limburgs omdat de opbrengsten voortaan moesten worden verdeeld. Maar de Van Neuenahrs kregen niet waar ze op uit waren geweest, zoals ook later zou blijken.

## Johan, laatste graaf van Limburg Hohenlimburg Broich
De laatste graaf Johan, zoon van de oudste van de vijf broers, graaf Willem II huwde ook met een Van Neuenahr (Elisabeth) maar liet geen kinderen na. Wederom zag het er naar uit dat het graafschap aan het huis Neuenahr zou komen. Johan die kort na het overlijden van zijn echtgenote over zijn nalatenschap door de Neuenahr's extra onder druk werd gezet had zich mogelijk afgevraagd waarom ook hij bij zijn huwelijk met een Neuenahr geen kinderen had gekregen. Als weduwnaar, op de valreep in 1508, droeg hij zijn nalatenschap op aan de door hem verkozen adoptief dochter Irmgard van Sayn bij haar huwelijk met Wirich V van Daun-Falkenstein. Niet voor niets een Van Sayn. Stamvader Diederik I was indertijd omstreeks 1246 met Adelheid van Sayn gehuwd.

## Wirich V von Daun-Falkenstein
Na het overlijden in 1511 van graaf Johan, kwam het graafschap Limburg (condominium), erftitel en heerlijkheid Broich aan Wirich V van Daun Falkenstein. De heerlijkheid Broich bleef tot het uitsterven in 1682 aan het huis Daun-Falkenstein. Johan proost van Werden, (peetoom van zijn neef graaf Johan) was na 1468 uit het klooster getreden en met medeweten van familie, in het geheim gehuwd. Dat kwam uit huwelijksdocumenten in 1553 naar buiten. Als laatsten van de familietak van Limburg Hohenlimburg & Broich, zou juist zijn familietak niet uitsterven. Begin 17e eeuw tijdens de Dertigjarige Oorlog, vestigden patrilineaire afstammelingen zich in de Nederlanden, de Nederlandse familie Van Limburg (Gelre). Op 17 maart 1679 verleende in Wenen de toenmalige Duitse keizer Leopold I tegen betaling van leges en bijkomende kosten aan de Hofkanselarij een diploma van rijksgraaf aan een familietak van Limburg Styrum. De Hohenlimburg, met het graafschap Limburg aan de Lenne, was in 1592 aan de graven van Bentheim-Tecklenburg gekomen, die het graafschap tot 1808 bestuurden en sindsdien het slot Hohenlimburg nog in bezit hebben.

## Correcte stamreeks
- Diederik I van Limburg-Hohenlimburg (ca. 1215 – ca. 1301), graaf van Isenberg-Limburg
- Everhard I van Limburg-Hohenlimburg (ca. 1253 – 1308), graaf van Limburg Hohenlimburg
- Diederik II van Limburg-Hohenlimburg (na 1276 – 1364), graaf van Limburg Hohenlimburg
- Everhard II van Limburg-Hohenlimburg (ca. 1298 – 1344)
- Diederik III van Limburg-Hohenlimburg-Broich (ca. 1328 – 1401), graaf van Limburg Hohenlimburg volgt, vanwege het vooroverlijden van vader Everhart II, zijn grootvader Diederick II op. Huwt met Lukarda van Broich en werd heer van de heerlijkheid Broich.
- Broer Johan van Limburg-Hohenlimburg (ca. 1332 – 1411), heer van Limburg-Hardenberg. Met zoon Everhart (ca. 1354 – 1429) heer van Limburg-Hardenberg sterft die familietak in 1429 uit.
- Willem I van Limburg-Hohenlimburg-Broich (ca. 1373 – 1459), graaf van Limburg Hohenlimburg, heer van Broich.
- Diederik IV van Limburg-Hohenlimburg-Broich (ca. 1375 – 1444), graaf van Limburg Hohenlimburg, heer van Broich, broer van Willem I.
- Willem II van Limburg-Hohenlimburg-Broich (ca. 1416 – 1473), graaf van Limburg Hohenlimburg, heer van Broich. Zoon van Diederick IV.
- Broer Hendrik I van Limburg-Hohenlimburg-Broich (ca. 1417 – 1486), graaf van Limburg Hohenlimburg, heer van Broich.
- Broer Diederik V van Limburg-Hohenlimburg-Broich (ca. 1419 – 1478), ambtman van Iserlohn.
- Broer Eberhart van Limburg-Hohenlimburg-Broich (ca. 1420 – ca. 1453), kellner van Werden.
- Broer Johan I van Limburg-Hohenlimburg-Broich (ca. 1421 – ca. 1473), proost van Werden.
- Johan II van Limburg-Hohenlimburg-Broich (ca. 1464 – 1511), graaf van Limburg Hohenlimburg, heer van Broich. Zoon van Willem II. Volgt op in het graafschap, titel en heerlijkheid oom Hendrik.